# Ley de Seguridad Nacional de Macao

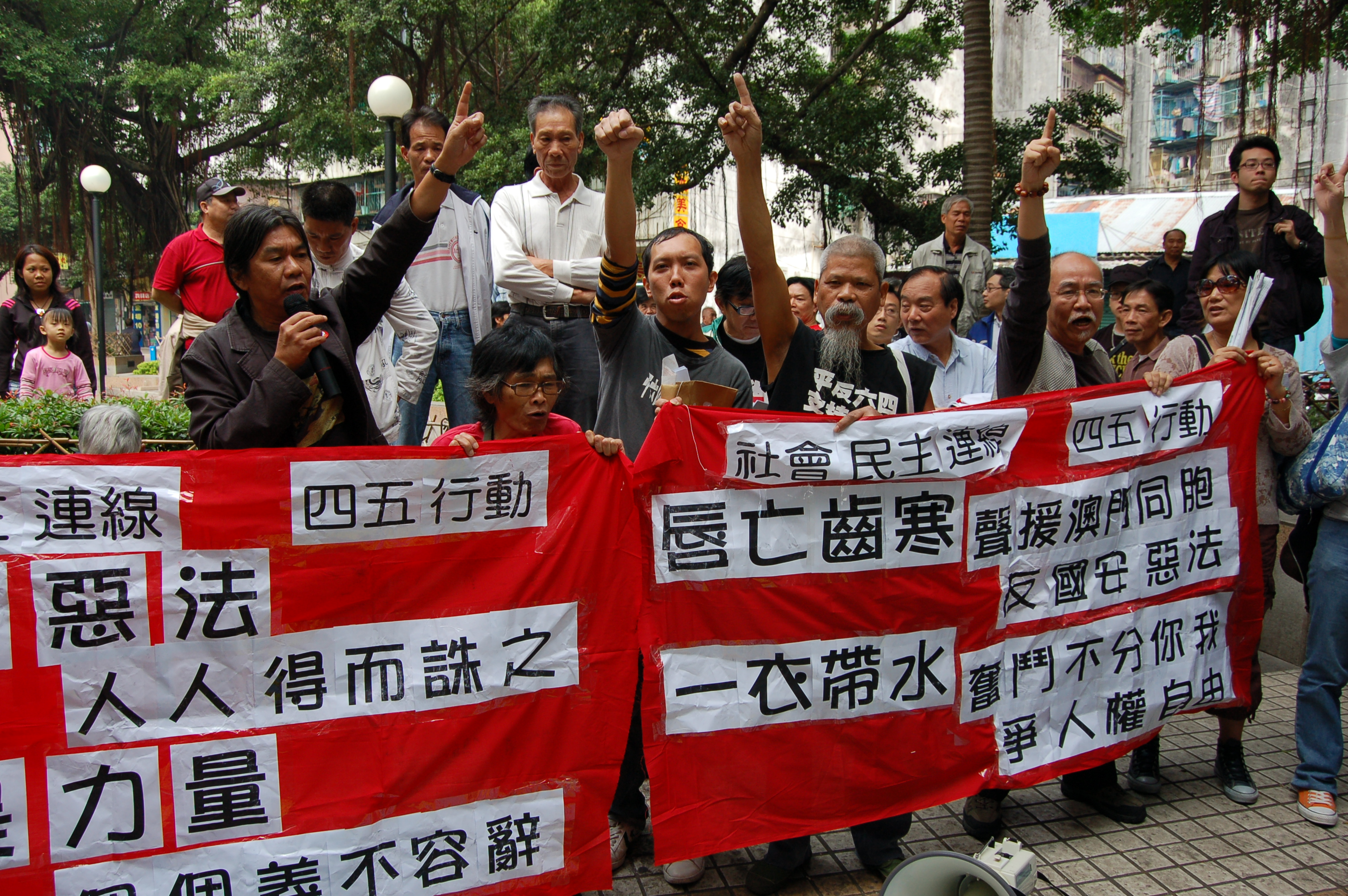
Manifestación contra la ley de seguridad nacional en Macao

La ley de Seguridad Nacional de Macao (en chino: 維護國家安全法 ; en portugués: Lei relativa à defesa da segurança do Estado) es una ley de Macao que prohíbe y castiga los actos de "traición, secesión y subversión" contra el gobierno central, así como los "actos preparatorios" que puedan llevar a ello. La ley, que entró en vigor el 3 de marzo de 2009, tiene por objeto dar cumplimiento al artículo 23 de la Ley Básica de Macao, la constitución de facto de la Región Administrativa Especial de Macao.

## Historia
Según la Secretaria de Administración y Justicia de Macao hasta 2014, Florinda da Rosa Silva Chan, la redacción del proyecto comenzó en 2004, teniendo en cuenta ejemplos de Portugal e Italia  (hasta 1999, Macao fue una colonia de Portugal). El borrador, publicado el 22 de octubre de 2008, prohibía la traición, los intentos de derrocar al gobierno chino y el robo de secretos nacionales. Algunos de los delitos propuestos conllevaban una pena máxima de 25 años de cárcel.

### Respuesta a la redacción de la ley
Edmund Ho, jefe ejecutivo de Macao hasta 2009, dijo en una conferencia de prensa que el proyecto de ley apuntaba sólo a "conductas criminales graves" y no limitaba las protestas o críticas a Beijing. Además, añadió: "Cantar algunos lemas, escribir algunos artículos criticando al gobierno central o al gobierno de Macao, estas actividades no estarán reguladas por esta ley propuesta".
La ley entró en vigor en 2009. Esto provocó cierta inquietud entre los pro-demócratas, que temían que esta nueva ley limitase la libertad de expresión y protesta de los ciudadanos de Macao, y que sirviendo como ejemplo para su homólogo rebelde, Hong Kong.
El comentarista político Larry So Man-yum dijo que la legislación tendría éxito en Macao dado el patriotismo de los residentes y su falta de conciencia sobre los derechos civiles . "No habrá ningún problema. En comparación con los habitantes de Hong Kong, los habitantes de Macao tienen un alto nivel de aceptación del gobierno central. No surgirá ningún "cabeza de chorlito" en Macao".
En 2003, la Secretaria de Seguridad Regina Ip fue apodada "cabeza de chorlito" por intentar vender el una ley similar en Hong Kong, cuyo gobierno respondió, el 22 de octubre, que no tenía ningún plan para implementar la legislación, agregando que sus compromisos más urgentes eran cuestiones económicas y de calidad de vida.

### Protestas en Hong Kong
Durante las protestas de Hong Kong de 2019-2020, Macao se mantuvo en gran medida en silencio, como ya se había predicho. Esto supuso la no modificación de la Ley de Seguridad Nacional de Macao por el momento, lo que la convirtió, en opinión del Gobierno central, en "un ejemplo de la política de un país, dos sistemas ", y "un modelo para Taiwán". Esto se debió no sólo a un desempeño económico realmente fuerte, sino también a la mayor disposición de la administración colonial portuguesa a permitir la integración china en etapas anteriores, como durante la revolución cultural.

### Actualización de 2023
La Ley de Seguridad Nacional se actualizó el 18 de mayo de 2023, cuando la Legislatura aprobó por unanimidad  enmiendas destinadas a "proteger aún más la seguridad nacional en el complicado entorno que enfrenta China", incluida la ampliación de la definición de secesión para incluir actos de no violencia y la redefinición del delito de "robo de secretos oficiales" como "violación de secretos oficiales".